# Musarara
Musarara är ett vattendrag i Burundi.   Det ligger i provinsen Bururi, i den centrala delen av landet, 40 km sydost om huvudstaden Bujumbura.
Omgivningarna runt Musarara är en mosaik av jordbruksmark och naturlig växtlighet. Runt Musarara är det ganska tätbefolkat, med 179 invånare per kvadratkilometer.